# 清华大学航天航空学院航空宇航工程系
清华大学航天航空学院航空宇航工程系，简称航空系/DAAE，是清华大学航天航空学院下属的一个系。航空航天是清华早期专业之一，最早可追溯到1934年的航空工程组。

## 历史[1]

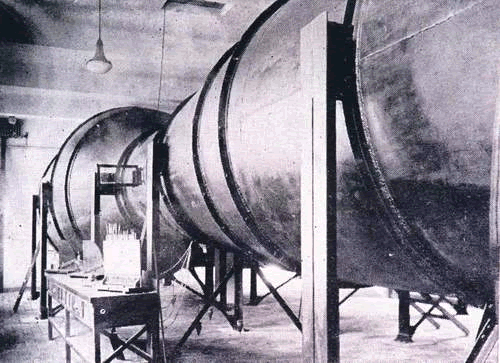
在航空馆楼下的风洞，可用于模型飞机实验，摄于1937年

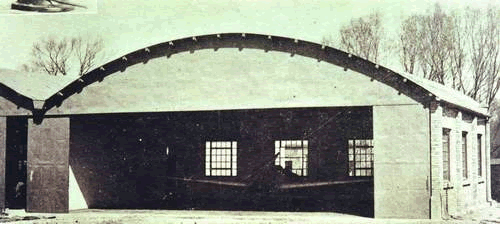
飞机机架实验室，摄于1936年

- 二十世纪30年代，在机械工程系下设航空研究所。
- 1938年成立航空系。
- 1951年3月7日，航空系与其他三校航空系合并为清华大学航空学院。
- 1952年，航空学院调出与北京工业学院航空系、四川大学航空系合并成北京航空学院。
- 2004年5月18日，航天航空系恢复。
- 2004年5月18日，从清华大学机械工程学院转为隶属新成立的清华大学航天航空学院。
- 2007年11月19日，更名为清华大学航天航空学院航空宇航工程系，简称航空系，英文为Department of Aeronautics & Astronautics Engineering, School of Aerospace, Tsinghua University，简写DAAE。

## 机构设置
- 工程动力学研究所
- 飞行器设计研究所
- 推进与动力技术研究所
- 人机环境研究所
- 空天信息技术研究所